# 삼강행실도 (서울)
삼강행실도(三綱行實圖)는 서울특별시 강남구에 있는 조선시대의 삼강행실도이다. 2010년 2월 11일 서울특별시의 유형문화재 제302호로 지정되었다.

## 개요
조사대상인 한솔제지 소장 삼강행실도는 영조2(1726)년에 평안도 기영에서 간행된 직역 계통의 지방감영본으로, 권말의 평안도관찰사를 역임한 윤헌주의 발문을 통해 그 간행 전말을 구체적으로 알 수 있고, 현전본이 극히 희귀한 상태이다.

## 같이 보기
- 삼강행실도

## 참고 문헌
- 삼강행실도 - 국가유산청 국가유산포털